# Buena Vista, Santiago Tlazoyaltepec
Buena Vista är en ort i Mexiko.   Den ligger i kommunen Santiago Tlazoyaltepec och delstaten Oaxaca, i den sydöstra delen av landet, 400 km sydost om huvudstaden Mexico City. Buena Vista ligger 2 808 meter över havet och antalet invånare är 214.
Terrängen runt Buena Vista är huvudsakligen kuperad, men norrut är den bergig. Buena Vista ligger uppe på en höjd. Runt Buena Vista är det ganska glesbefolkat, med 26 invånare per kvadratkilometer. Närmaste större samhälle är Villa de Zaachila, 19,5 km öster om Buena Vista. I omgivningarna runt Buena Vista växer i huvudsak blandskog.